# Gaetano Sangiorgi
Gaetano Sangiorgi (Corleone, 25 febbraio 1823 – Palermo, 1º gennaio 1884) è stato un politico italiano.
Fu senatore del Regno d'Italia nella XV legislatura.